# リチャード・ブランソン
サー・リチャード・チャールズ・ニコラス・ブランソン（Sir Richard Charles Nicholas Branson、1950年7月18日 - ）は、イギリスの実業家。コングロマリット、ヴァージン・グループの創設者で会長を務める。

## 概要

### 生い立ち
1950年に、ロンドン郊外のサリー、シャムリー・グリーンのアッパーミドル（中流の上）の家庭に生まれた。父親は法廷弁護士で母親は元スチュワーデス、祖父はサーの称号を持ち、高等法院の裁判官で枢密院のメンバーだった。幼い頃はディスレクシアに悩まされていたことを公言している。17歳のときにパブリックスクールを中退し、雑誌「Student」を創刊。

### 音楽産業
その後、趣味で始めた中古レコードの通信販売で成功を収める。1973年にはレコードレーベル「ヴァージン・レコード」を立ち上げ、セックス・ピストルズやカルチャー・クラブ、マイク・オールドフィールドなどの人気ミュージシャンが所属するイギリスを代表するレコードレーベルの1つへと成長させた。
後に「ヴァージン・レコード」をEMIに売却したが、「V2レコード」を新たに立ち上げ、ロンドンや東京を始めとする世界各国で音楽ショップ「ヴァージン・メガストア」を展開するなど、音楽産業は同グループの中核に位置づけられている。

### 航空産業

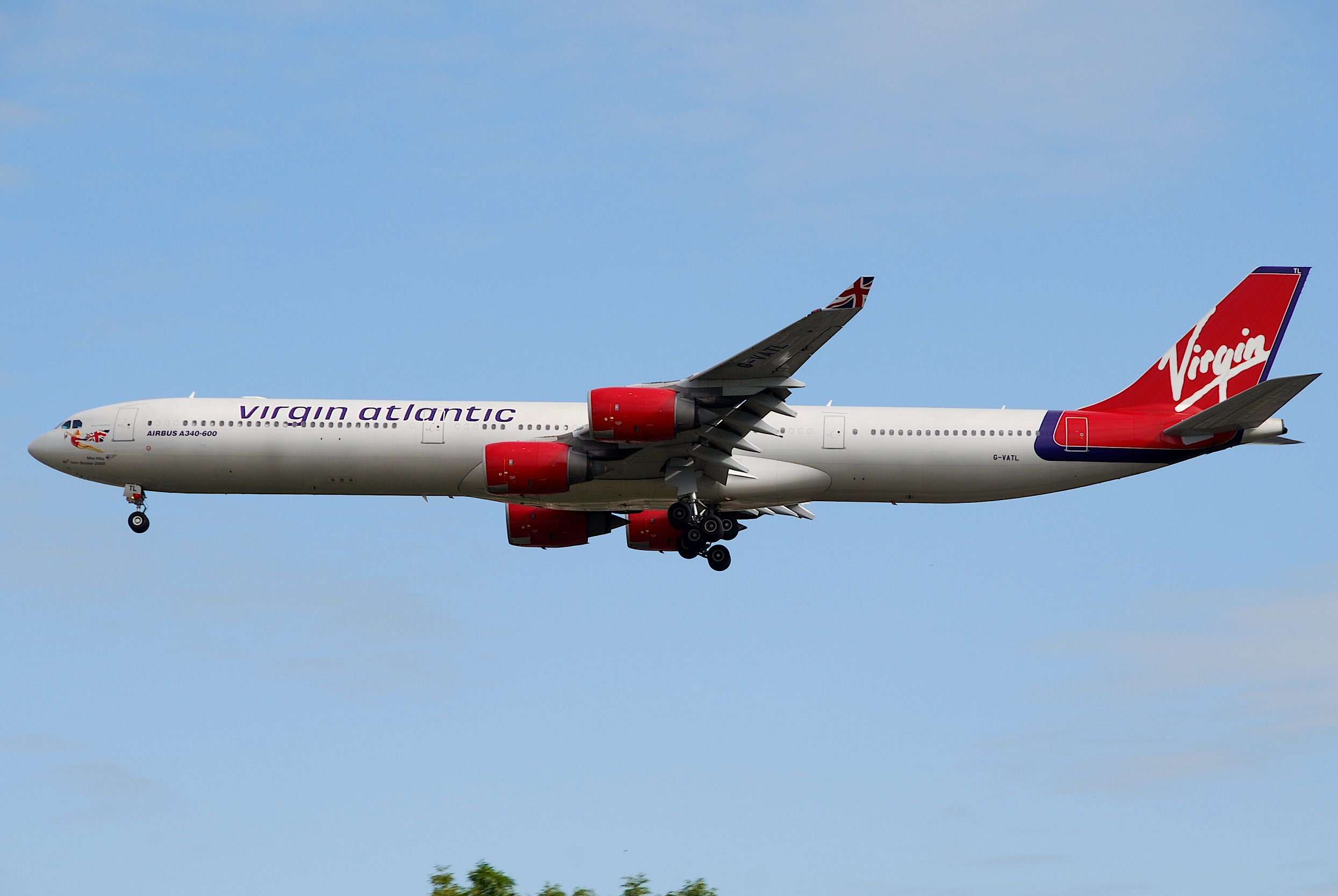
ヴァージン・アトランティック航空

1984年にヴァージン・アトランティック航空を設立。ボーイング747-200のリース機を1機購入し、ロンドン（ガトウィック）- ニューヨーク（ニューアーク）間に就航させる。その後次第に規模を拡大し、1988年には東京（成田空港）路線にも就航した（2015年2月1日に撤退）。日本国内で就航時は、懸賞法の絡みも有り、当時格安航空会社も無く、運輸省と揉めたとTBSのCBSドキュメントダッシュダッシュで放送。
世界初のエコノミークラスへのシート内蔵テレビの導入や機内でのマッサージサービス、完全に背もたれが倒れるビジネスクラスの導入や超大型機エアバスA380の導入など、斬新なサービスを次々と導入する身軽さを売り物にし大成功を収め、現在はボーイング747-400やエアバスA340などの最新鋭機材を数十機導入し、香港、シドニー、ロサンゼルスなど世界中の主要都市に就航するまでに成長した。
その後もヨーロッパ圏内の格安航空会社ヴァージン・エキスプレスやオーストラリアの格安航空会社であるヴァージン・ブルー、さらにナイジェリア最大の航空会社であるヴァージン・ナイジェリアやアメリカに格安航空会社のヴァージン・アメリカを設立する。また航空連合という形での航空業界再編には反対の立場を取るなど、航空業界の風雲児として注目を集め続ける。

### 多業種への参入

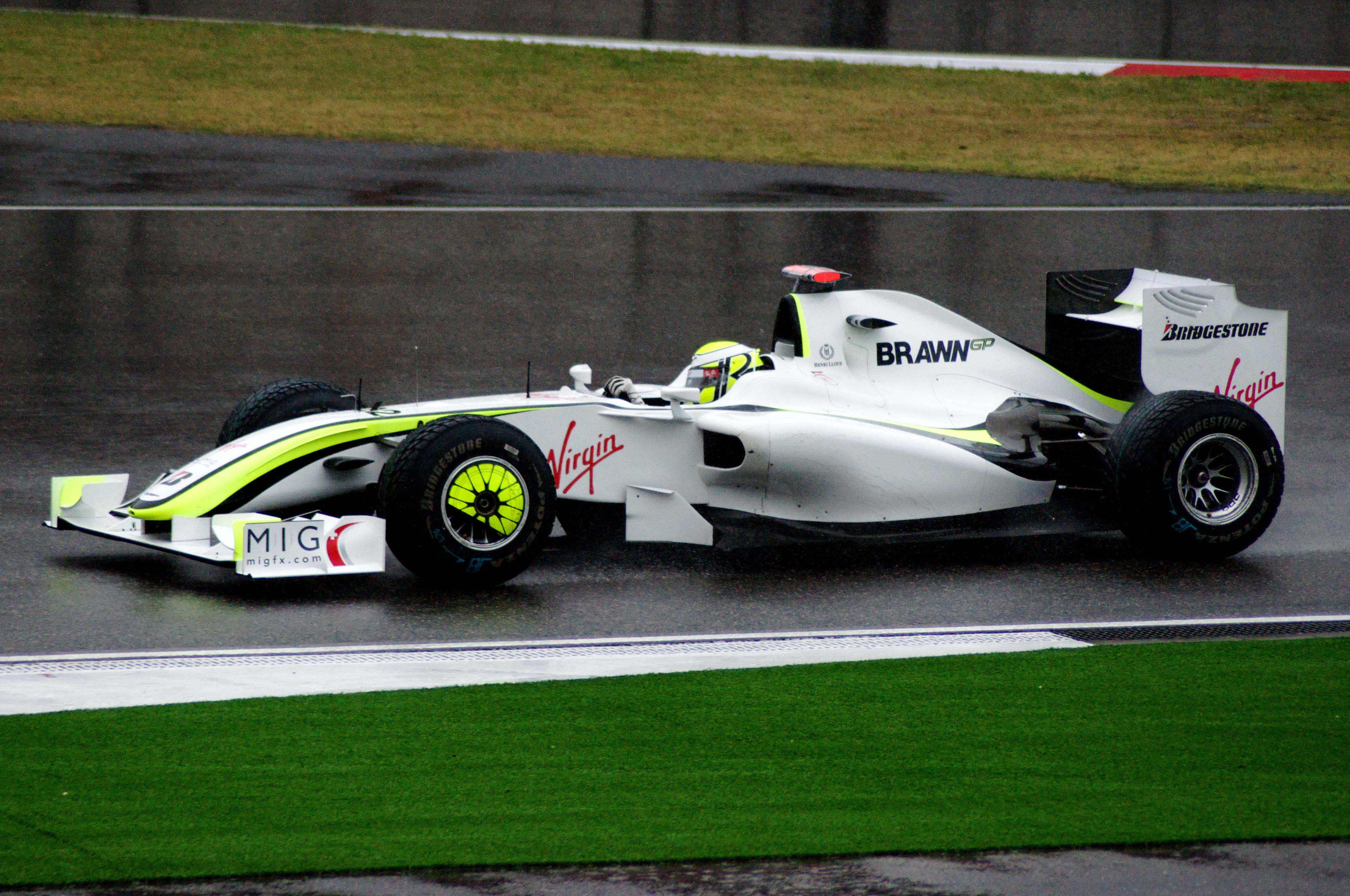
ブラウンGP

音楽産業や航空産業での成功を元に、ヨーロッパ圏内の携帯電話事業への参入や、「ヴァージン・コーラ」などの飲料水事業、「ヴァージン・シネマズ」ブランドで全世界に展開する映画館、イギリス国鉄民営化時にヴァージン・トレインズやヴァージン・クロスカントリーを設立して参入した鉄道事業、金融事業などへ次々と参入した。
中には失敗して早期に撤退するものもあったものの、いくつかの事業では業界の慣習を破った新機軸を打ち出すことにより一定の成功を収めており、現在グループ全体で22カ国、25,000人の従業員を擁する規模にまで成長した。
2004年には「ヴァージン・ギャラクティック」を立ち上げ、宇宙旅行事業にも参入を開始した。2007年-2008年には経営危機に陥った「ノーザン・ロック銀行」の買収に名乗りを上げて話題を呼んだ。
また、2005年に日本人ドライバーの佐藤琢磨のスポンサーとなったことを皮切りに、フォーミュラ1へのスポンサーを開始し、2009年には、イギリスに本拠を置く「ブラウンGP」へスポンサーとして参加した。2010年については、新規参戦予定のマノー・グランプリへ出資し、チーム名を「ヴァージン・レーシング」と変更してF1への関わりを強化する。
F1の2010年シーズン開始前、同じく航空会社であるエアアジアをもつトニー・フェルナンデス（ロータス・レーシング）に、コンストラクターズランキングで負けたほうが勝ったチーム側の航空会社のスチュワーデスの制服を着るとの賭けを提案した。結局この賭けはブランソンの負けとなり、フェルナンデスから制服が支給された。2013年5月12日にパース発クアラルンプール行きの便に搭乗、支給された制服を着て女装し、客室乗務員として勤務した。
2012年にチーム名を「マルシャF1チーム」、コンストラクター名は「マルシャ」へ変更になったため、ヴァージン・レーシングとしての活動は終了した。

## 冒険家
近年は飛行機による無着陸世界一周飛行や熱気球での太平洋や大西洋横断や世界一周飛行、民間宇宙旅行など、空の冒険へ積極的に参画し、特に1991年に行われた気球での太平洋横断チャレンジの際は、自らが搭乗者として乗り込むなど、他の大企業の経営者には決して見られないアグレッシブさを持つ。

## ナイト
2000年には、事業の成功による雇用創出と外貨獲得によるイギリス経済への貢献により、エリザベス女王より「ナイト」の称号を賜わる。また、ダイアナ妃など、イギリス王室との親交も多い。

## 映画

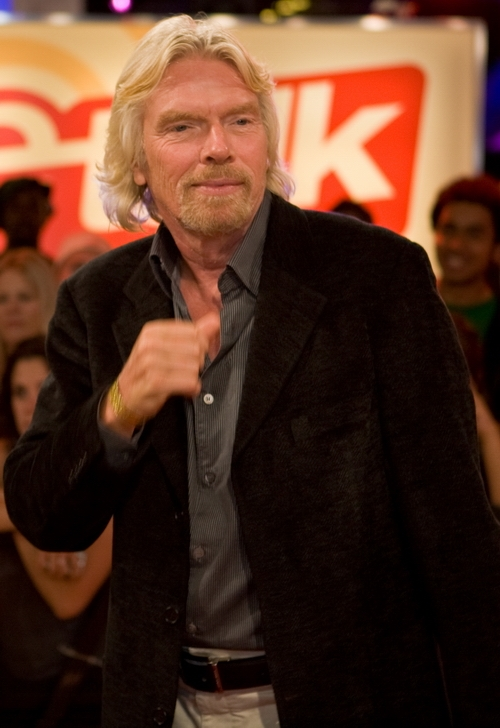
2008年のトロント国際映画祭にて

ヴァージン・アトランティック航空が製作協力を行った映画「007 カジノ・ロワイヤル」のマイアミ国際空港のシーンに、同社の航空機とともにカメオ出演している。なお、ヴァージン・アトランティック航空の最大のライバルのブリティッシュ・エアウェイズの機内でこの作品が放映された際には、一瞬しか映っていないにもかかわらず、このシーンがカットされている。
ロックバンドXTCの"Generals and Majors"のビデオクリップに、リチャード・ブランソンに酷似した人物が軍人役で出演している。XTCは、かつてヴァージン・グループに属していたヴァージン・レコードと契約していて、リチャード・ブランソンはXTCをとても気に入っていたと言われている。その話が本当だとすれば、カメオ出演したとしても不思議ではないのだが、真偽のほどは不明。YouTubeにも「あれはリチャード・ブランソンではないのか？」と言った投稿が多い。

## ネッカー・アイランド
28歳のときに、カリブ海にあるイギリス領バージン諸島の無人島（ネッカーアイランド、北緯18度31分38秒 西経64度21分29秒 / 北緯18.52722度 西経64.35806度）を30万ドルで購入した。無人島に水道、電気を引き、バリ風の建物を建設し、リゾート地として開拓し、ブランソンの自宅もある。ゲストハウスでは、ラリー・ペイジが挙式をしたり、ダイアナ妃や芸能人など、ブランソンの友人達を招待し、もてなしている。日本人では宇宙旅行者の稲波紀明、起業家の波多野昌昭と谷本肇が2度、山崎大地が1度、経営者の井口　晃などがこの島を訪れている。宿泊客に島ごと貸し出しもしているが、1部屋単位で借りられる時期もある（1週間滞在でカップルで1部屋約300万円台から）。
2017年1月には大統領退任後のバラク・オバマが夫妻で訪ねている。
2017年9月、カリブ海諸島に大被害をもたらしたハリケーン・イルマによってネッカー・アイランドは「すべての建物と木が消え」「完全に跡形もなく破壊された」とブランソンは述べた。ブランソンは島のコンクリート製の地下室（ワインセラー）に避難していて無事だった。通信手段はすべて途絶して衛星電話を介してイルマによる惨状を伝えた。